# Championnat de France de floorball 2009-2010
Navigation
Édition précédente Édition suivante
Le Championnat de France de Floorball D1 2009-2010 est la 6e édition de cette compétition. Le premier niveau du championnat oppose pour cette saison 8 équipes réunies en une seule poule.
Les 5 équipes qui composaient la Division 1 en saison 2008/2009 ont été rejointes par les trois clubs promus de Division 2. En saison régulière, chaque équipe affronte ses sept adversaires une fois. Les rencontres se déroulent en 3 périodes de 20 minutes, temps continu.
Les phases finales opposeront en match d’une part les 4 premiers de saison régulière pour le titre de champion, et d’autre part les 4 derniers pour le maintien en Division 1, sachant que deux équipes sont reléguées en Division 2 pour la saison prochaine. Il est à noter que les demi-finales des « playoffs » et « playdowns » se sont jouées en matchs aller/retour.
Le championnat a débuté le 14 novembre 2009 et s'est terminé le 11 avril 2010.

## Première division (D1)

### Équipes
| \| Lyon floorball club Rascasses de Marseille Floorball Canonniers Nantes Paris Université Club IFK Paris Ericsson Vikings Grizzlys du Hainaut Dragons Bisontins \| Localisation des clubs engagés dans le championnat. |
| Lyon floorball club Rascasses de Marseille Floorball Canonniers Nantes Paris Université Club IFK Paris Ericsson Vikings Grizzlys du Hainaut Dragons Bisontins                                                           |

| Équipes du championnat de France de floorball D1 2009-2010 | Saisons dans le championnat | Site web                    |
| ---------------------------------------------------------- | --------------------------- | --------------------------- |
| Dragons Bisontins                                          | 3                           | www.dragons-bisontins.fr    |
| Grizzlys du Hainaut                                        | 2                           | www.grizzlys-du-hainaut.com |
| Lyon Pirates du Rhone                                      | 3                           | www.lyon-floorball.com      |
| Rascasses de Marseille                                     | 5                           | www.marseillefloorball.fr   |
| Ericsson Vikings (Massy)                                   | 4                           | www.evikings.org            |
| Floorball Canonniers Nantes                                | 5                           | www.canonniers-nantes.fr    |
| IFK Paris                                                  | 5                           | www.ifkparis.net            |
| PUC (Paris Université Club)                                | 3                           | pucfloorball.over-blog.com  |

À la suite des résultats de la saison 2008-2009 en division 2, les trois équipes suivantes ont rejoint la D1 : Dragons Bisontins, Grizzlys du Hainaut et Ericsson Vikings.

### Classement final de la saison régulière
| Classement | Nom de l'équipe             | Points | Matchs joués | Victoires | Nuls | Défaites | Buts pour | Buts contre | Différence |
| ---------- | --------------------------- | ------ | ------------ | --------- | ---- | -------- | --------- | ----------- | ---------- |
| 1          | IFK Paris                   | 14     | 7            | 7         | 0    | 0        | 80        | 10          | +70        |
| 2          | PUC (Paris Université Club) | 12     | 7            | 6         | 0    | 1        | 45        | 19          | +26        |
| 3          | Lyon Pirates du Rhone       | 10     | 7            | 5         | 0    | 2        | 35        | 18          | +17        |
| 4          | Rascasses de Marseille      | 7      | 7            | 3         | 1    | 3        | 29        | 26          | +3         |
| 5          | Canonniers de Nantes        | 6      | 7            | 3         | 0    | 4        | 25        | 39          | -14        |
| 6          | Ericsson Vikings (Massy)    | 4      | 7            | 2         | 0    | 5        | 15        | 41          | -26        |
| 7          | Dragons Bisontins           | 3      | 7            | 1         | 1    | 5        | 11        | 45          | -34        |
| 8          | Grizzlys du Hainaut         | 0      | 7            | 0         | 0    | 7        | 12        | 54          | -42        |

- Qualification pour les Playoffs
- Qualification pour les Playdowns

### Playoffs

#### Demi-finales
| Match | Club                  | Aller | Retour | Total | Club                   |
| ----- | --------------------- | ----- | ------ | ----- | ---------------------- |
| 1     | IFK Paris             | 14-1  | 5-0    | 19-1  | Rascasses de Marseille |
| 2     | Paris Université Club | 5-3   | 8-2    | 13-5  | Lyon Pirates du Rhone  |

La finale oppose donc IFK Paris au Paris Université Club.

#### Finale
| 11 avril 2010 | IFK Paris | 7-2 (2-0, 3-0, 2-2) | Paris Université Club | Gymnase SUAPS de la Doua, Villeurbanne |

| Feuille de match | Feuille de match | Feuille de match                                      | Feuille de match                             | Feuille de match                                |
| ---------------- | --- | ----------------------------------------------------- | -------------------------------------------- | ----------------------------------------------- |
|                  | Sylvain Dupuis - 11:07 Andreas Jakobsson - 13:12 Pär Olsson - 20:59 Janne Juntunen (s.p.) - 25:19 Sylvain Dupuis - 38:25 Linus Davidsson - 47:47 Sylvain Dupuis - 58:03 | 1 - 0 2 - 0 3 - 0 4 - 0 5 - 0 6 - 0 6 - 1 6 - 2 7 - 1 | 51:47 - Michel Ferrero 54:23 - Jonas Nording | Arbitrage : Marco Brander Michael Schwarzwälder |
| Ari Saaranen     | Gardiens | Jason Rabinovitch                                     |                                              | Arbitrage : Marco Brander Michael Schwarzwälder |
| 12 min           | Pénalités | 18 min                                                |                                              | Arbitrage : Marco Brander Michael Schwarzwälder |
|                  | |                                                       |                                              | Arbitrage : Marco Brander Michael Schwarzwälder |

IFK Paris remporte la finale face au Paris Université Club et devient Champion de France de Floorball 2009-2010.

### Playdowns
| Match | Club                 | Aller | Retour | Total | Club                |
| ----- | -------------------- | ----- | ------ | ----- | ------------------- |
| 1     | Canonniers de Nantes | 5-4   | 2-2    | 7-6   | Grizzlys du Hainaut |
| 2     | Ericsson Vikings     | 4-4   | 4-2    | 8-6   | Dragons Bisontins   |

Les Canonniers de Nantes et les Ericsson Vikings se maintiennent en D1, les Grizzlys du Hainaut et les Dragons Bisontins sont relégués en D2.

### Statistiques finales de la saison régulière
- Meilleurs pointeurs de la saison régulière :
  -  Janne Juntunen (IFK Paris) : 30 points
  -  Linus Davidsson (IFK Paris) : 29 points
  -  Sylvain Dupuis (IFK Paris) : 28 points
- Meilleurs buteurs de la saison régulière :
  -  Sylvain Dupuis (IFK Paris) : 21 buts
  -  Janne Juntunen (IFK Paris) : 18 buts
  -  Marc-André Gosselin (PUC) : 16 buts
- Meilleurs passeurs de la saison régulière :
  -  Linus Davidsson (IFK Paris) : 20 passes
  -  Janne Juntunen (IFK Paris) : 12 passes
  -  Willy Besson (Pirates du Rhône) : 10 passes

## Deuxième division (D2)
Le Championnat de France de floorball D2 2009-2010 est la 2e édition de cette compétition. Cette saison voit l'apparition des équipes de Béziers et de Lyon 2. Le deuxième niveau du championnat oppose 9 équipes qui s'affrontent en matchs aller uniquement, avec 3 périodes de 15 minutes. Elle a débuté le 21 novembre 2009 et s'est terminée le 11 avril 2010.

## Équipes
| \| Hoplites d'Ambiani Chats Biterrois Caen Floorball Tigres de Grenoble Nordiques Floorball Club Lyon Floorball Club Gladiateurs d'Orléans Paris Université Club Saint-Étienne Knights \| Localisation des clubs engagés dans le championnat. |
| Hoplites d'Ambiani Chats Biterrois Caen Floorball Tigres de Grenoble Nordiques Floorball Club Lyon Floorball Club Gladiateurs d'Orléans Paris Université Club Saint-Étienne Knights                                                           |

| Équipes du Championnat de France de floorball D2 2009-2010 | Saisons dans le championnat | Site web                               |
| ---------------------------------------------------------- | --------------------------- | -------------------------------------- |
| Hoplites d'Ambiani (Amiens)                                | 1                           | www.hoplites-ambiani.fr                |
| Chats Biterrois (Béziers)                                  | 0                           | www.leschatsbiterrois.fr               |
| Tripiers de Caen                                           | 1                           | www.caenfloorball.fr                   |
| Tigres de Grenoble                                         | 1                           | http://grenoble-floorball.blogspot.com |
| Nordiques Floorball Club                                   | 3                           | www.nordiques.net                      |
| Lyon Floorball Club 2                                      | 0 (équipe 2)                | www.lyon-floorball.com                 |
| Gladiateurs d'Orléans                                      | 5                           | www.floorball45.com                    |
| Paris Université Club 2                                    | 1 (équipe 2)                | http://pucfloorball.over-blog.com      |
| Saint-Étienne Knights                                      | 2                           | http://saintefloorball.over-blog.com/  |

À la suite des résultats de la saison 2008-2009 en division 2, les trois équipes suivantes avaient rejoint la D1 : Dragons Bisontins, Grizzlys du Hainaut et Ericsson Vikings.

### Classement final de la saison régulière
| Classement | Nom de l'équipe             | Points | Matchs joués | Victoires | Nuls | Défaites | Buts pour | Buts contre | Différence |
| ---------- | --------------------------- | ------ | ------------ | --------- | ---- | -------- | --------- | ----------- | ---------- |
| 1          | Nordiques Floorball Club    | 14     | 8            | 6         | 2    | 0        | 30        | 12          | +18        |
| 2          | Tigres de Grenoble          | 12     | 8            | 5         | 2    | 1        | 20        | 7           | +13        |
| 3          | Hoplites d'Ambiani (Amiens) | 11     | 8            | 5         | 1    | 2        | 25        | 17          | +8         |
| 4          | Gladiateurs d'Orléans       | 11     | 8            | 5         | 1    | 2        | 22        | 17          | +5         |
| 5          | Tripiers de Caen            | 9      | 8            | 4         | 1    | 2        | 17        | 13          | +3         |
| 6          | Lyon floorball club 2       | 5      | 8            | 2         | 1    | 5        | 15        | 23          | -8         |
| 7          | Saint-Étienne Knights       | 5      | 8            | 2         | 1    | 5        | 16        | 27          | -11        |
| 8          | Paris Université Club 2     | 3      | 8            | 1         | 1    | 6        | 9         | 31          | -22        |
| 9          | Chats Biterrois (Béziers)   | 2      | 8            | 1         | 0    | 7        | 14        | 20          | -6         |

### Playoffs
|  | Demi-finales                 | Demi-finales         |                          |   | Finale               | Finale               |
|  | Demi-finales                 | Demi-finales         |                          |   | Finale               | Finale               |
|  |                              |                      |                          |   |                      |                      |
|  | 10 avril 2010 à Lyon         | 10 avril 2010 à Lyon |                          |   | 11 avril 2010 à Lyon | 11 avril 2010 à Lyon |
|  | 10 avril 2010 à Lyon         | 10 avril 2010 à Lyon |                          |   | 11 avril 2010 à Lyon | 11 avril 2010 à Lyon |
|  | 1 : Nordiques Floorball Club | 8                    |                          |   | 11 avril 2010 à Lyon | 11 avril 2010 à Lyon |
|  | 1 : Nordiques Floorball Club | 8                    |                          |   | 11 avril 2010 à Lyon | 11 avril 2010 à Lyon |
|  | 4 : Gladiateurs d'Orléans    | 2                    |                          |   | 11 avril 2010 à Lyon | 11 avril 2010 à Lyon |
|  | 4 : Gladiateurs d'Orléans    | 2                    | Nordiques Floorball Club | 5 |                      |                      |
|  | 10 avril 2010 à Lyon         |                      | Nordiques Floorball Club | 5 |                      |                      |
|  |                              | Tigres de Grenoble   | 3                        |   |                      |                      |
|  | 2 : Tigres de Grenoble (a.p) | Tigres de Grenoble   | 3                        | 4 |                      |                      |
|  | 2 : Tigres de Grenoble (a.p) |                      |                          | 4 |                      |                      |
|  | 3 : Hoplites d'Ambiani       | 3                    |                          |   |                      |                      |
|  | 3 : Hoplites d'Ambiani       | 3                    | Match pour la 3e place   |   |                      |                      |
|  |                              |                      |                          |   |                      |                      |
|  | 11 avril 2010 à Lyon         |                      |                          |   |                      |                      |
|  |                              |                      |                          |   |                      |                      |
|  | Hoplites d'Ambiani           | 4                    |                          |   |                      |                      |
|  | Hoplites d'Ambiani           | 4                    |                          |   |                      |                      |
|  | Gladiateurs d'Orléans        | 0                    |                          |   |                      |                      |
|  | Gladiateurs d'Orléans        | 0                    |                          |   |                      |                      |

Le Nordiques Floorball Club et les Tigres de Grenoble se qualifient pour la finale, et accèdent donc à la Division 1 pour la saison 2010-2011. Les Nordiques remportent le titre de champions de France D2 2009-2010.

### Classement final après playoffs et matchs de classement
| Classement | Nom de l'équipe             |
| ---------- | --------------------------- |
| 1          | Nordiques Floorball Club    |
| 2          | Tigres de Grenoble          |
| 3          | Hoplites d'Ambiani (Amiens) |
| 4          | Gladiateurs d'Orléans       |
| 5          | Tripiers de Caen            |
| 6          | Saint-Étienne Knights       |
| 7          | Lyon Floorball Club 2       |
| 8          | Paris Université Club 2     |
| 9          | Chats Biterrois (Béziers)   |